# Chloroclystis sinuosa
Chloroclystis sinuosa là một loài bướm đêm trong họ Geometridae.